# Jaroslav Kučera (politik)
Jaroslav Kučera (26. listopadu 1884 Plzeň – 13. června 1945 Prostějov) byl československý novinář a politik, meziválečný poslanec Národního shromáždění za Československou sociálně demokratickou stranu dělnickou.

## Biografie
Vyučil se soustružníkem kovů. Pracoval ve Škodových závodech v Plzni, později ve firmě Laurin a Klement v Mladé Boleslavi. V letech 1906–1915 zastával funkci krajského tajemníka Českoslovanské sociálně demokratické strany v Prostějově a v období let 1909–1915 působil jako redaktor prostějovského listu Hlas lidu. Za první světové války působil v rakousko-uherské armádě.
V letech 1919–1929 byl vedoucím redaktorem Hlasu lidu v Prostějově. Zastával funkci župního důvěrníka Československé sociálně demokratické strany dělnické v olomouckém kraji. Profesí byl redaktorem. Podle údajů z roku 1935 bydlel v Prostějově.
Ve parlamentních volbách v roce 1929 získal za Československou sociálně demokratickou stranu dělnickou poslanecké křeslo v Národním shromáždění. Mandát obhájil v parlamentních volbách v roce 1935. Poslanecký post si oficiálně podržel do zrušení parlamentu roku 1939, přičemž v prosinci 1938 ještě přestoupil do poslaneckého klubu nově založené Národní strany práce.
Za okupace působil coby předseda dozorčí rady konzumního družstva Budoucnost. Byl členem domácího protinacistického odboje. Na konci srpna 1944 ho zatklo gestapo. Byl vězněn v Malé pevnosti v Terezíně. Na jaře 1945 zde onemocněl tyfem. Po osvobození se ještě vrátil do domova, ale na následky věznění krátce poté zemřel.